# Cassida thailandica
Cassida thailandica es un coleóptero de la familia Chrysomelidae.
Fue descrita científicamente en 2001 por Borowiec.